# Sibbaldiopsis tridentata

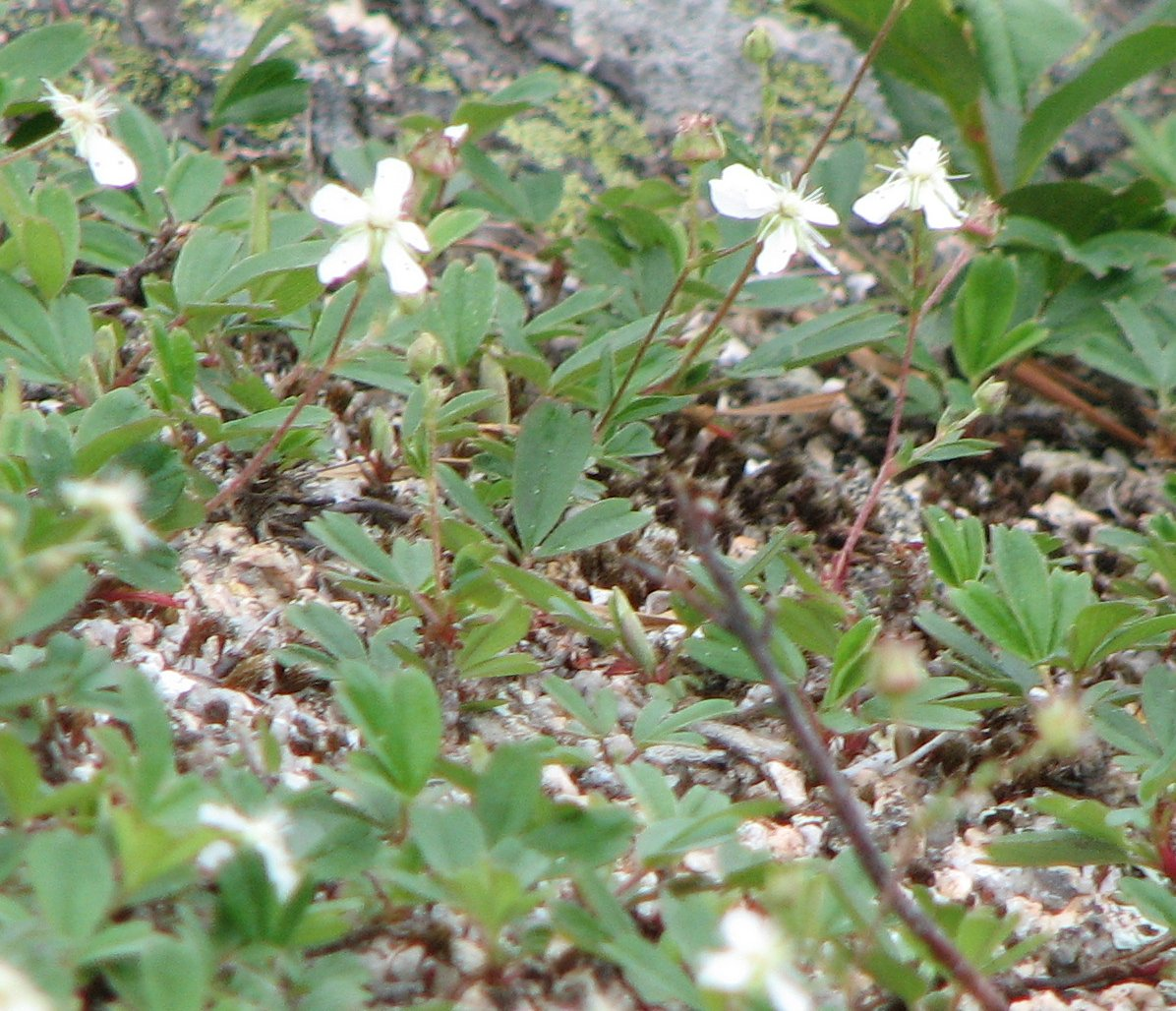
Sibbaldiopsis tridentata in Maine, USA

Sibbaldiopsis tridentata ist die einzige Art der Pflanzengattung Sibbaldiopsis innerhalb der Familie der Rosengewächse (Rosaceae). 

## Beschreibung
Sibbaldiopsis tridentata ist eine strauchförmig wachsende, durch kriechende Stämmchen Matten bildende Art, die Wuchshöhen von 5 bis 30 Zentimeter erreicht.
Die dunkelgrünen Laubblätter sind dreizählig gefiedert, die Blättchen 1 bis 3 Zentimeter lang, keilförmig oder verkehrt-keilförmig, ganzrandig, aber an ihrer Spitze dreizähnig.
Die Blütezeit reicht von Mai bis Juni. Der Blütenstand ist eine offene Zyme. Die zwittrige Blüte ist fünfzählig. Die Kelchblätter sind dreieckig-eiförmig bis eiförmig. Die fünf Kronblätter sind 5,5 bis 7 Millimeter lang, weiß und abgerundet. Die Staubblätter stehen in drei Reihen. Der Griffel ist fadenförmig.
Die behaarte Achäne ist rund 2 Millimeter lang.
Die Chromosomenzahl beträgt 2n = 28.

## Vorkommen
Sibbaldiopsis tridentata ist in Nordamerika von Georgia bis Manitoba, auf Neufundland sowie auf Grönland verbreitet. Sie gedeiht auf stark dem Wind ausgesetzten Standorten auf kahlen Stellen und in Felsspalten auf felsigen, sauren Böden.

## Systematik
Die Erstveröffentlichung dieser Art erfolgte 1789 durch William Aiton in Hortus Kewensis, ..., 2, S. 216, Tafel 9 unter dem Namen (Basionym) Potentilla tridentata, also in der Gattung Potentilla. Das Artepitheton tridentata verweist dabei auf die dreigezähnten Blättchen. Per Axel Rydberg stellte 1898 in A Monograph of the North American Potentilleae, S. 187 diese Art unter dem Namen Sibbaldiopsis tridentata in eine eigene Gattung; der neue Gattungsname Sibbaldiopsis verweist auf die Ähnlichkeit zur Gattung Sibbaldia.
Diese Art wurde von zahlreichen Systematikern im 20. Jahrhundert in die Gattung Potentilla gestellt, nach phylogenetischen Untersuchungen wird sie 2007 als eigenständige Gattung geführt. Sibbaldiopsis gehört zur Subtribus Fragariinae der Tribus Potentilleae in der Unterfamilie Rosoideae innerhalb der Familie Rosaceae.
Nach Juraj Paule und Jiří Soják gehört sie als Sibbaldia tridentata (Aiton) Paule & Soják in die Gattung Sibbaldia. Die Systematik dieser Art wird also auch nach 2007 kontrovers diskutiert.

## Verwendung
Die äußerst winterharte Pflanze wird als bodendeckende Zierpflanze eingesetzt. Die besonders niedrig wachsende Sorte 'Nuuk' wird gerne in der Friedhofsgärtnerei eingesetzt.

## Nachweise
- John Kunkel Small: Manual of the Southeastern Flora. The University of North Carolina Press, Chapel Hill 1933, S. 613, Digitalisat.
- Hans Simon (Hrsg.): Die Freiland-Schmuckstauden. Handbuch und Lexikon der Gartenstauden. Begründet von Leo Jelitto, Wilhelm Schacht. 5. völlig neu bearbeitete Auflage. Band 2: I bis Z. Eugen Ulmer, Stuttgart (Hohenheim) 2002, ISBN 3-8001-3265-6, S. 860.